# Villers-Faucon
Villers-Faucon là một xã ở tỉnh Somme, vùng Hauts-de-France, Pháp.
Thị trấn này có cự ly khoảng 15 dặm Anh (24 km) về phía tây bắc của Saint Quentin, giao lộ đường D72 và D101.

## Dân số
| 1962                                                  | 1968 | 1975 | 1982 | 1990 | 1999 |
| ----------------------------------------------------- | ---- | ---- | ---- | ---- | ---- |
| 904                                                   | 916  | 803  | 704  | 662  | 625  |
| Số liệu dân số từ năm 1962, dân số không tính hai lần |      |      |      |      |      |